# Brasseries de Bourbon
Pour les articles homonymes, voir Bourbon.
Les Brasseries de Bourbon est un producteur de bières et de boissons situé sur l'île de la Réunion.

## Histoire

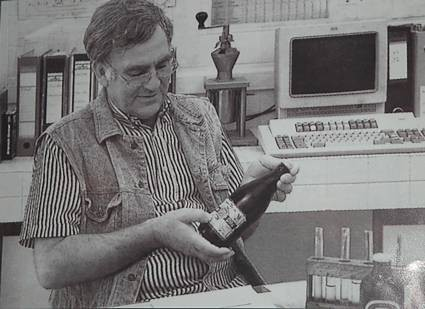
Gérard Avanzini en 1962

Un entrepreneur local fonde en 1962 la brasserie. Des plans d'installation et du matériel fourni par le brasseur allemand Brauhaase, qui propose une recette inédite[réf. souhaitée]. La première « Dodo » (aujourd'hui appelée Bière Bourbon) est commercialisée le 9 juin 1963 sur le marché dans des bouteilles de 75 cl sous l'appellation « Dodo-Pils »[réf. souhaitée].
Heineken entre dans le capital de la brasserie en 1986, et apporte de nouvelles machines plus performantes[réf. souhaitée].
En 1997, la brasserie est certifiée ISO 9000 et se prépare à recevoir la certification ISO 14000[réf. souhaitée].
En 2000, plusieurs employés et délégués syndicaux ayant plus de 30 ans d’ancienneté sont licenciés sur la base de faux témoignages.

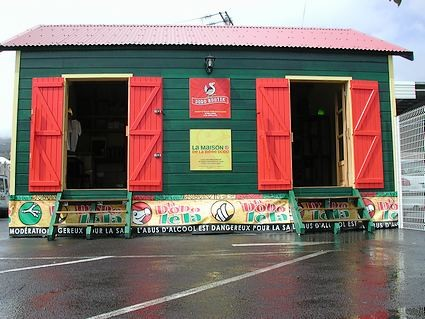
La Maison de la Bière Dodo

Au milieu de l'année 2005, est ouvert à Saint-Denis un musée nommé Maison de la Bière Dodo[réf. souhaitée].
Le 11 décembre 2005, le directeur général et le directeur financier de l'entreprise sont grièvement blessés par balles en plein repas de fin d'année par un ancien employé licencié en 2003 et qui souhaitait se venger. Le criminel est abattu par la police le soir même tandis que l'une de ses victimes de nationalité néerlandaise décède de ses blessures quelques jours plus tard[réf. souhaitée].
En 2022, la brasserie s'est dotée d'une nouvelle salle à brasser[réf. souhaitée].

## Produits
La brasserie produit la bière Bourbon et surnommée la « Dodo » en référence au dodo, l'oiseau disparu qui fait figure de logo. C'est une bière blonde, une lager de type pils qui titre à 5 % de volume d'alcool[réf. souhaitée].
La boisson est renommée Bière Bourbon en 1970, mais la clientèle continue encore de nos jours de recourir à l'appellation dodo[réf. souhaitée].
L'entreprise produit aussi des bières des gammes Bourbon et Héritage, ainsi que des boissons gazeuses sous licence Coca-Cola, Orangina et Schweppes[réf. souhaitée].